# Pedicularis dasyantha
Pedicularis dasyantha là loài thực vật có hoa thuộc họ Cỏ chổi. Loài này được Hadač mô tả khoa học đầu tiên.

## Hình ảnh

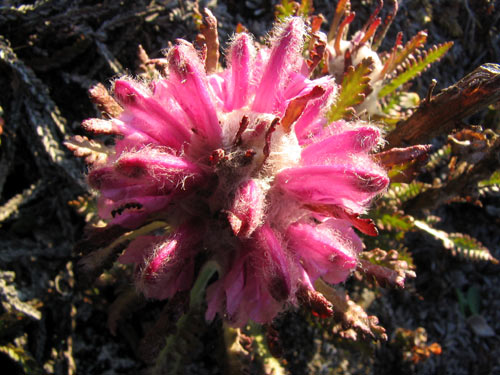
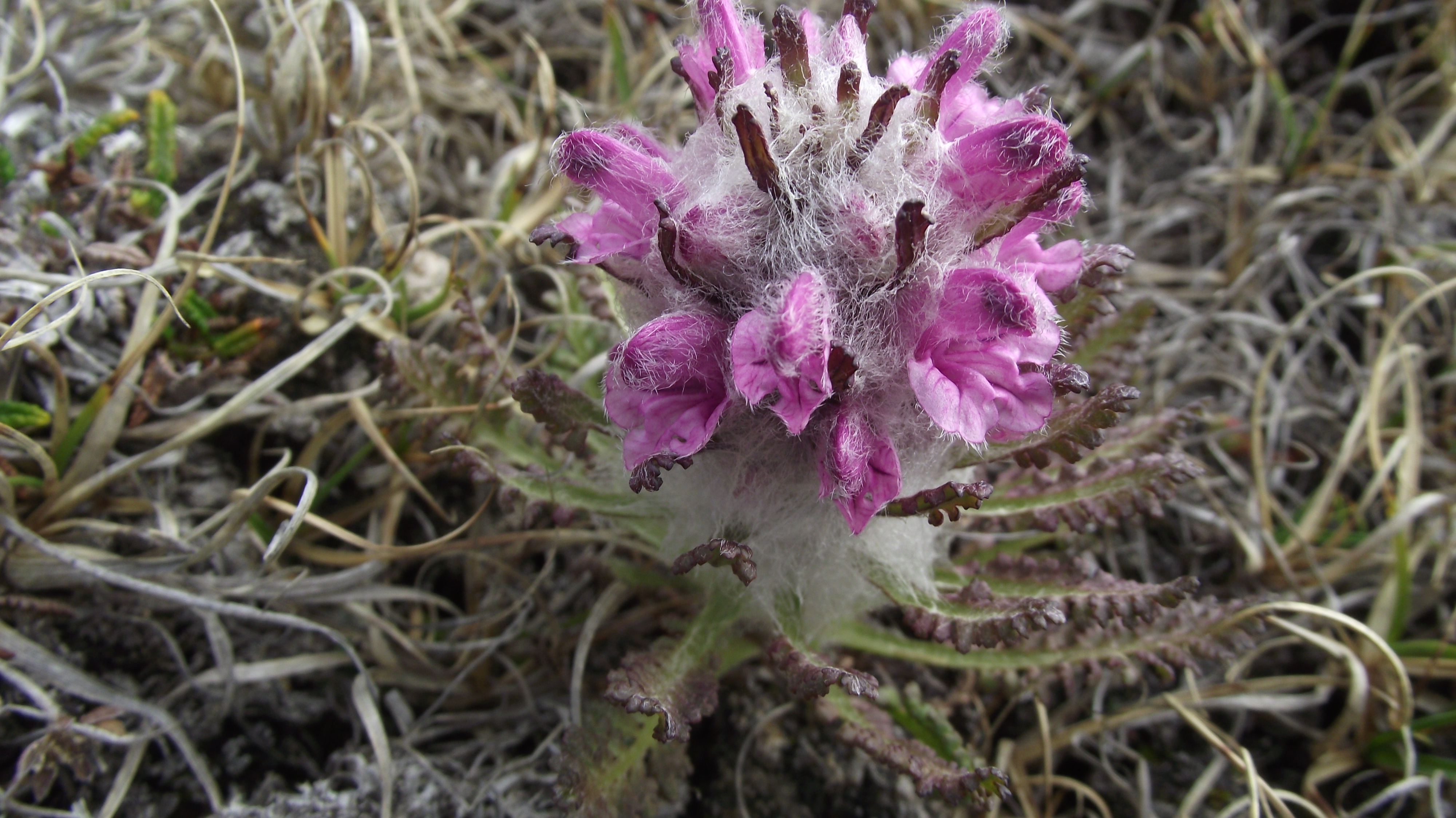